# Integrity Blues
Integrity Blues — девятый студийный альбом американской рок-группы Jimmy Eat World, который должен выйти 21 октября 2016 года, через лейбл RCA Records. Альбом спродюсировал Джастин Мелдал-Джонсен, известный благодаря своим совместным работам с M83, Nine Inch Nails и Беком.

## Об альбоме
21 августа 2016 года группа представила песню «Get Right», на BBC Radio 1 и подтвердила что, она будет присутствовать в их предстоящем альбоме, после которого будет большое турне. На следующий день песня была издана и теперь доступна для бесплатного скачивания на официальном сайте группы. 30 августа на радио KROQ-FM группа впервые сыграла песню «Sure and Certain» и сообщила о том, что их продюсером будет Джастин Мелдал-Джонсен. 6 сентября группа показала трек-лист и обложку грядущего альбома, а также список дат тура по США и Европе.

## Список компизиций
| №   | Название               | Длительность |
| --- | ---------------------- | ------------ |
| 1.  | «You With Me»          | 5:18         |
| 2.  | «Sure and Certain»     | 3:29         |
| 3.  | «It Matters»           |              |
| 4.  | «Pretty Grids»         |              |
| 5.  | «Pass the Baby»        |              |
| 6.  | «Get Right»            | 2:49         |
| 7.  | «You Are Free»         |              |
| 8.  | «The End Is Beautiful» |              |
| 9.  | «Through»              |              |
| 10. | «Integrity Blues»      |              |
| 11. | «Pol Roger»            |              |

## Участники записи
Jimmy Eat World
- Джим Эдкинс — Вокал, гитара
- Том Линтон — Бэк-вокал, гитара
- Зак Линд — Ударная установка
- Рик Берч — Бас-гитара, бэк-вокал

## История издания
| Регион | Дата                 | Формат                    | Лейбл | Ссылка |
| ------ | -------------------- | ------------------------- | ----- | ------ |
| США    | 21 октября 2016 года | CD Download Грампластинка | RCA   | [ 9 ]  |